# Ctenucha jonesi
Ctenucha jonesi är en fjärilsart som beskrevs av Rothschild 1912. Ctenucha jonesi ingår i släktet Ctenucha och familjen björnspinnare. Inga underarter finns listade i Catalogue of Life.